# Jebel Ali
Jebel Ali (arabisk: جبل علي; dansk: Bjerget Ali) er en havneby i emiratet Dubai i De Forenede Arabiske Emirater. Den ligger ca. 35 kilometer sydvest for centrum af byen Dubai, som den er vokset sammen med. Jebel Ali har ca. 31.634 indbyggere.
Jebel Ali er kendt for sin havn, der er den største havn i Mellemøsten, samt en af verdens 10 største containerhavne. Dubais nye internationale lufthavn, Al Maktoum International Airport, der åbnede i 2010, ligger cirka 10 kilometer fra havneområdet og kystlinjen.